# Soul Meeting
Soul Meeting è un album discografico in studio collaborativo di Ray Charles e Milt Jackson, pubblicato dalla Atlantic Records nel 1961. 
Si tratta della seconda collaborazione tra i due artisti dopo Soul Brothers (1958).

## Tracce
Tutte le tracce sono di Ray Charles, tranne dove indicato.
LP side A
1. Hallelujah, I Love Her So – 5:27
2. Blue Genius – 6:38
3. X-Ray Blues – 7:01

LP side B
1. Soul Meeting (Jackson) – 6:03
2. Love on My Mind – 3:45
3. Bags of Blues (Jackson) – 8:49